# Harper’s Weekly

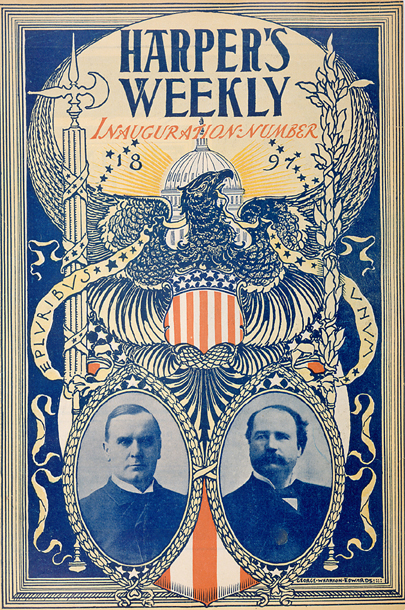
Юбилейный номер Harper’s Weekly 1897 года.

Harper’s Weekly — американский политический журнал, печатавшийся в Нью-Йорке издательством Harper & Brothers в 1857—1916 годах. В журнале печатались международные и местные новости, эссе, политический юмор. Во время наибольшей популярности являлся трибуной для известного политического карикатуриста Томаса Наста.

## Основание

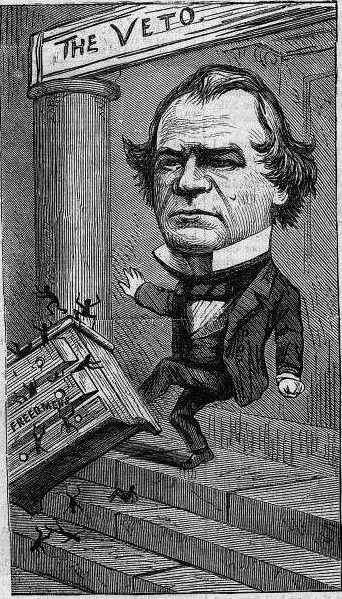
Карикатура президента США Эндрю Джонсона, сделанная художником Томасом Настом.

Издательство Harper & Brothers было открыто в 1825 году Джеймсом, Джоном, Флетчером и Уэсли Харперами. Следуя успешному опыту британского издания Illustrated London News, Флетчер Харпер в 1850 году начал публиковать журнал Harper’s Monthly. Издание в основном публиковало постоянных авторов, таких, как Чарльз Диккенс и Уильям Теккерей, и благодаря его успеху в 1857 году начал выходить журнал Harper’s Weekly.
К 1860 году тираж журнала достиг 200 тыс. Важной частью его содержания были иллюстрации, и благодаря хорошей репутации издания на работу были приняты известные иллюстраторы того времени, в частности Уинслоу Хомер и Ливингстон Хопкис. В 1862 году с журналом начал работать Томас Наст, который работал с Harper’s Weekly в течение 20 лет. Наст был известным карикатуристом, и его часто называли отцом американской политической карикатуры. Он был автором идеи использовать животных для иллюстрации политических партий — осла для демократов и слона для республиканцев.

## Во время Гражданской войны
Чтобы не упустить читательскую аудиторию в южных штатах, Harper’s Weekly принял умеренную позицию по вопросу рабства в США. За это некоторые издания дали журналу прозвище «Harper’s Weakly» (от англ. weak — слабый). Журнал оказывал поддержку кандидату Стивену Дугласу в его президентской кампании против Авраама Линкольна, однако после начала Гражданской войны он встал полностью на сторону Линкольна. Многие наиболее известные статьи и иллюстрации Harper’s Weekly относятся к тематике Гражданской войны. Помимо рисунков Хомера и Наста, Harper’s публиковал также иллюстрации Теодора Дэвиса, Хенри Мослера и братьев Альфреда Вауда и Уильяма Вауда. Широкую известность получила карикатура «Слегка изменённая „Игра на жизнь“ Ретча», подписанная A. L. Carrol, изображающая в аллегорической форме обречённость и гибель Конфедерации. На ней Дядя Сэм одерживает победу в шахматной партии над Дьяволом, имеющим ощутимое сходство с  Джефферсоном Дэвисом.

## Поддержка кандидатов в президенты
После войны Harper’s Weekly стал более лоялен к Республиканской партии, играя важную роль в избрании Улисса Гранта в 1868 и 1872 годах. В 1870-х годах Томас Наст начал в журнале агрессивную кампанию против коррумпированного нью-йоркского политика Уильяма Марси Твида. За окончание этой кампании Насту предлагали взятку в 500 тыс. долларов США, в конечном итоге Твид в 1873 году был арестован и признан виновным в мошенничестве. Наст и Weekly также играли важную часть в президентских выборах Резерфорда Хейза в 1876 году. Позднее Хейз отмечал, что Наст был «самой сильной помощью, оказанной одним человеком, которая у него была».
Однако в 1884 году Наст поддержал демократического кандидата Гровера Кливленда, который стал первым президентом-демократом с 1856 года. Однако изменение редакционной политики после смерти в 1877 году Флетчера Харпера привело к разногласиям с Настом, и он стал реже печататься в журнале.
Последний раз Наст печатался в Harper’s Weekly в декабре 1886 года с рождественской иллюстрацией. По словам журналиста Хенри Уоттерсона: «в уходе из Harper’s Weekly Наст потерял свою публику, потеряв его, Harper’s Weekly потерял свою политическую важность».
После 1900 года Harper’s Weekly печатал в основном политические и социальные материалы, издавал статьи некоторых значимых политиков того времени, например, Теодора Рузвельта и Вудро Вильсона.
В 1916 году Harper’s Weekly был поглощён изданием The Independent (Нью-Йорк, позднее Бостон), которое в свою очередь в 1928 году слилось с The Outlook.